# Landing van de Prins

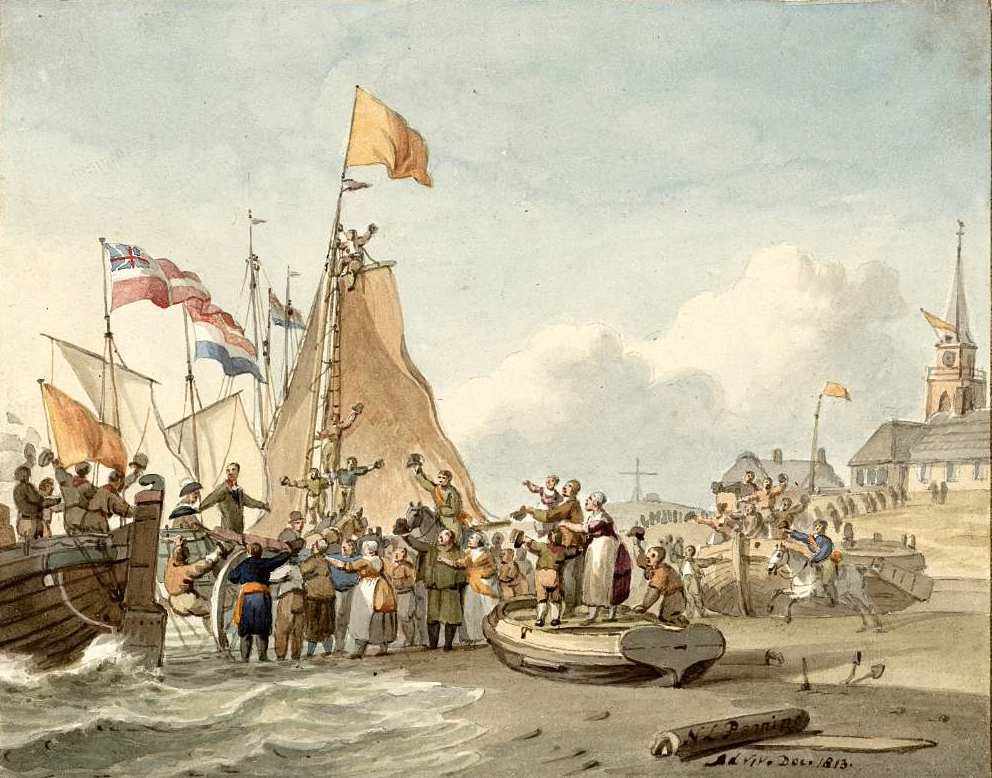
De landing van Willem Frederik geschilderd door Nicolaas Lodewijk Penning, naar Reinier Vinkeles en een tekening van Jan Willem Pieneman

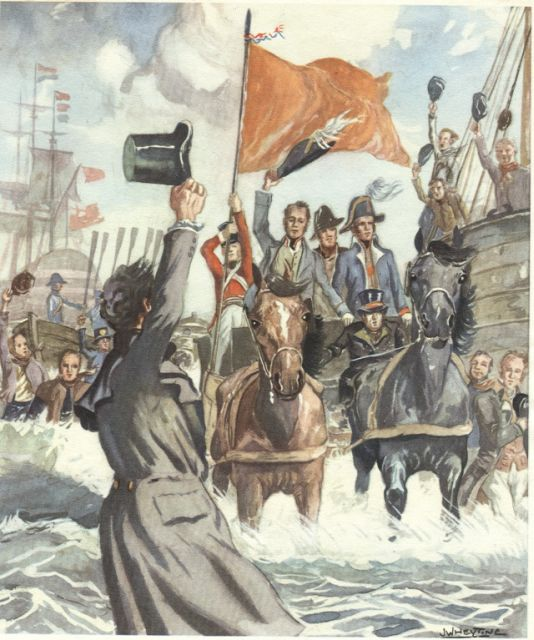
Landing van de latere koning Willem I te Scheveningen, door Johan Willem Heyting (1915-1995)

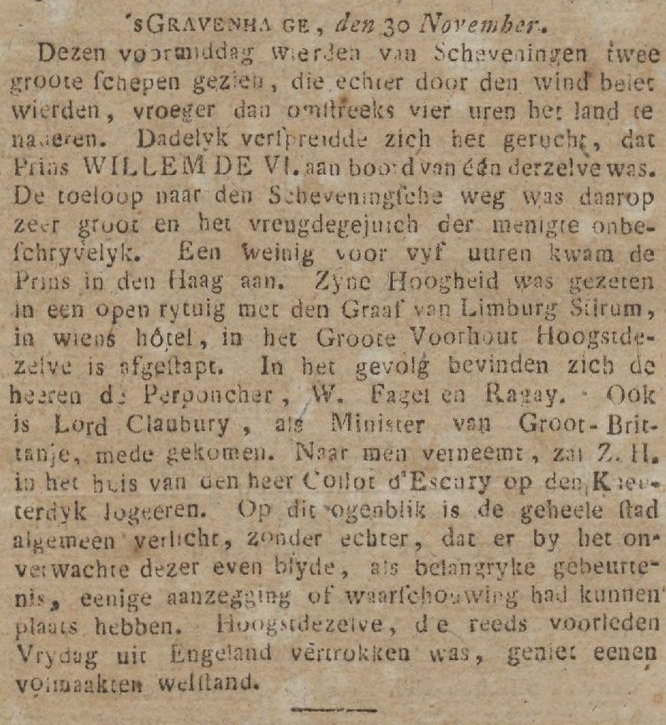
Verslag van de landing in de Gravenhaagsche Courant d.d. 2 december 1813

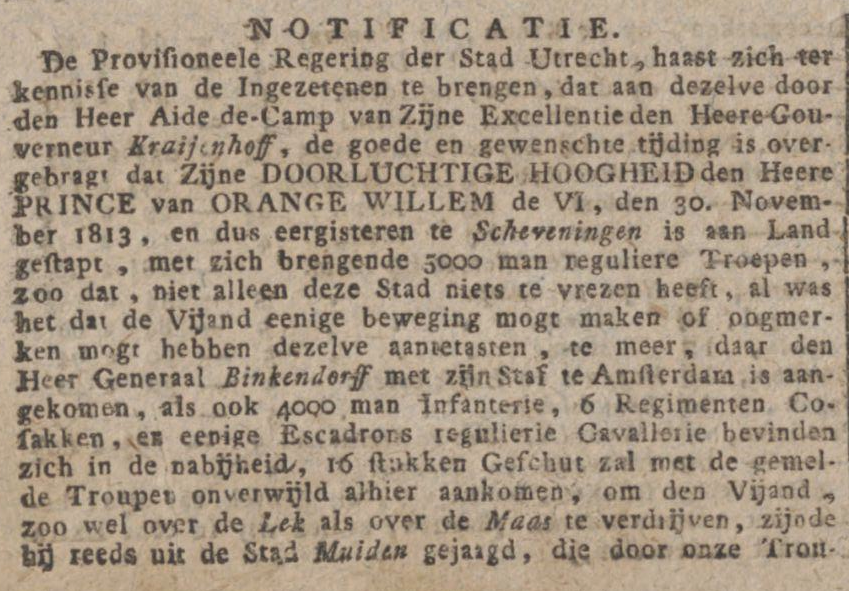
Het bericht van de landing zoals dat verscheen in onder andere de Rotterdamsche Courant d.d. 2 december 1813 en de Utrechtsche Courant d.d. 3 december 1813

De landing van de Prins betrof de aankomst van prins Willem Frederik van Oranje - de latere koning Willem I - op 30 november 1813 te Scheveningen. De landing vond plaats vanuit zee en vanaf een sloep die door een Engels oorlogsschip was uitgezet. Het Driemanschap Gijsbert Karel van Hogendorp, Frans Adam van der Duyn van Maasdam en Leopold van Limburg Stirum had de voorbereidingen hiervoor getroffen.

## Voorafgegane gebeurtenissen
Aan de landing in 1813 waren belangrijke gebeurtenissen voorafgegaan. Eind januari 1795 was het Franse leger de Republiek der Zeven Verenigde Nederlanden binnengevallen. De Staten van Utrecht en Holland capituleerden vrijwel meteen en onderwierpen zich op 16 januari 1795 aan de nieuwe overheersers. Anderen volgden. De Republiek werd in die jaren geregeerd door de erfstadhouder en prins, Willem V. Deze was de vader van de eerdergenoemde Willem Frederik van Oranje. De komst van het Franse leger was voor de erfstadhouder en zijn gezin reden, het vaderland zo spoedig mogelijk te verlaten en naar Engeland over te steken.
Vanaf het Scheveningse strand zou het gezin met pinken - platboomde vissersschepen - worden overgevaren. Dit was geen sinecure daar het sterk had gevroren en zich langs de Noordzeekust een hoge bank van ijs had ontwikkeld. De dorpelingen hakten welwillend een opening in de ijsmuur waarna de pinken vanaf het strand in zee konden worden gebracht. Op 18 januari 1795 verliet eerst het gezin en enkele uren later de erfstadhouder zelf samen met de twee oudste zoons - prins Willem Frederik van Oranje en prins Willem George Frederik van Oranje - hun vaderland vanuit Scheveningen. Het tijdperk van de stadhouders was hiermee voorbij. Nederland zou weldra verdergaan als de Bataafse Republiek, daarna als het Koninkrijk Holland om in 1811 ingelijfd te worden bij het Eerste Franse Keizerrijk.

## Voorbereidingen
Voor 30 november 1813 hadden al allerlei voorbereidingen plaatsgevonden. Zo waren op 29 november op het Scheveningse strand 240 Engelse mariniers afgezet. Ze waren met de Britse oorlogsschepen 'Cumberland' en 'Princess Caroline' overgestoken en met sloepen naar het strand overgebracht. Enkele dagen daarvoor had zich nog een confrontatie voorgedaan tussen Scheveningse dorpelingen en een Franse patrouille, bestaande uit voornamelijk Pruisische soldaten. Hun officier voelde echter hun eigen zwakte en zijn patrouille verliet dan ook gehaast het dorp. Plaatselijke pinken vertrokken intussen naar het Engelse Yarmouth om daar wapens en munitie te halen en herhaalden dit nog enkele malen. Op een zeker moment was de plaatselijke dorpskerk in een munitiedepot veranderd. Intussen waren veelvuldig Engelse legereenheden te Scheveningen aan land gegaan.

## Aanstaande landing
Jacob Pronk, een eenvoudige maar doortastende Scheveninger, speelde bij dit alles een rol van betekenis. Het gevormde driemanschap gaf direct en indirect leiding aan de komende gebeurtenissen en Jacob Pronk stond hen met name in praktische zin bij. Pronk, die in Scheveningen goed was ingevoerd was al in 1795 betrokken geweest bij het vertrek van het gezin van de prins en van de laatstgenoemde bij hun afvaart vanaf het strand naar Engeland. Het driemanschap, dat zelf niet bij de aankomst van de prins te Scheveningen aanwezig was, stond in november 1813 na het vertrek van de Franse overheersers uit de Nederlanden aan de basis van een nieuwe staatsvorm.
Op weg naar 30 november vulde vanaf het strand gezien de horizon zich met schepen in velerlei soorten. Op 30 november 1813 naderden in de ochtend twee oorlogsschepen de kust. Op een daarvan, de 'Warrior', verbleef Prins Willem Frederik van Oranje. Een eerste uitgezette sloep bracht de mannen Hoppner en Fagel, twee medewerkers van de prins, aan het strand. Hun signaal naar de 'Warrior' was een sein dat alles veilig was. Ook vanaf dit schip werd toen een sloep uitgezet; daarin had de prins plaatsgenomen.

## Aankomst op het strand
Terwijl Jacob Pronk zich enerzijds te paard gereed hield om door de golven de prinselijke sloep te naderen, gaf hij anderzijds aan zijn zoon Arie de opdracht, zich te paard te haasten naar Den Haag om Van Limburg Stirum in te lichten over de aankomende landing. Fagel die vóór de prins het strand had betreden, volgde weldra de jonge Pronk in diens spoor om Pronks woorden te bevestigen. Een zogenaamde 'boerenwagen', een houten voertuig op hoge wielen en getrokken door drie paarden, reed de zee in, begeleid door Jacob Pronk te paard. Een aantal door Pronk uitgezochte dorpelingen die waren geschoeid in waterdichte vissersbroeken waadden door het zeewater om - bij de schommelende sloep aangekomen - deze stabiel te houden. Vele handen reikten naar de prins om hem over te brengen naar de in zee wachtende wagen.
Het strand was vol toegestroomde landgenoten die luid juichend de prins begroetten. Het was intussen vier uur in de middag geworden toen de prins, omringd door honderden uitbundige mannen en vrouwen met kinderen, over het strand onderweg ging naar de dorpsstraat. De boerenwagen stopte voor het meest representatieve pand van het vissersdorp, de pastorie van de plaatselijke predikant, ds. Faassen de Heer in de Keizerstraat, nu huisnummer 58. Deze was zelf afwezig zodat zijn dochters de honneurs moesten waarnemen, daarin bijgestaan door enige plaatselijke notabelen en hun echtgenotes. De boerenwagen had zijn diensten bewezen; drie intussen aangekomen rijtuigen brachten vervolgens de prins en zijn gevolg naar Den Haag. Over de Scheveningseweg trok de stoet, omringd door een juichende massa, naar het pand in Den Haag waar de gouverneur Van Limburg Stirum zetelde. Daar ook werd prins Willem Frederik van Oranje officieel begroet. 
Hoewel deze beschrijving vaak wordt aangehaald als het heroïsche begin van het koningschap, wijzen historici zoals Jeroen Koch erop dat het daadwerkelijke onthaal kleinschalig, weinig spectaculair en grotendeels achteraf geromantiseerd was.

## De hoofdstad als eindpunt
Was de eerste ontmoeting met de burgerij in Scheveningen en Den Haag een blij gebeuren, de vraag was vervolgens hoe Amsterdam zou reageren. Het bleek dat enkelen binnen het Amsterdamse bestuur, Anton Reinhard Falck en Joan Melchior Kemper, zich terdege hadden geprepareerd om naar vermogen het bestuur de kant van de prins te laten kiezen. Dit bleek te zijn gelukt zodat op 2 december 1813 de prins te Amsterdam kon worden uitgeroepen tot soeverein vorst die zou gaan heten Willem I, souverein vorst der Vereenigde Nederlanden.

## Herdenking
De landing van de prins wordt gezien als de grondlegging van het Koninkrijk der Nederlanden en wordt dan ook iedere 25 jaar herdacht door middel van het naspelen van deze landing. Voor het laatst gebeurde dat in 2013; op 30 november van dat jaar werd de 200e verjaardag van de landing groots herdacht waarbij acteur Huub Stapel de rol van prins speelde en waarbij ook honderden figuranten betrokken waren. Onder de vele toeschouwers waren ook leden van het Koninklijk Huis.

## Galerij

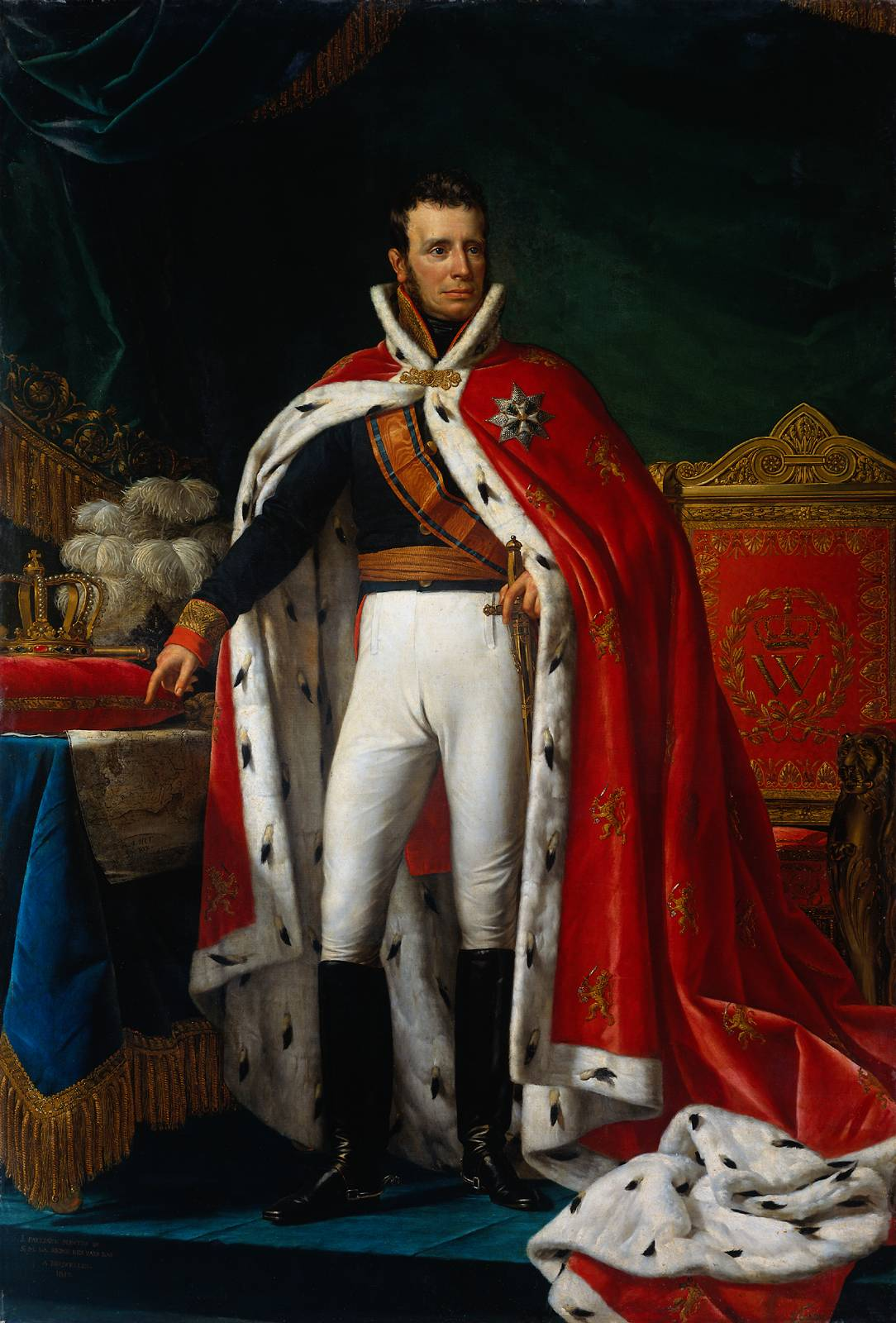
Koning Willem I in koningsmantel.
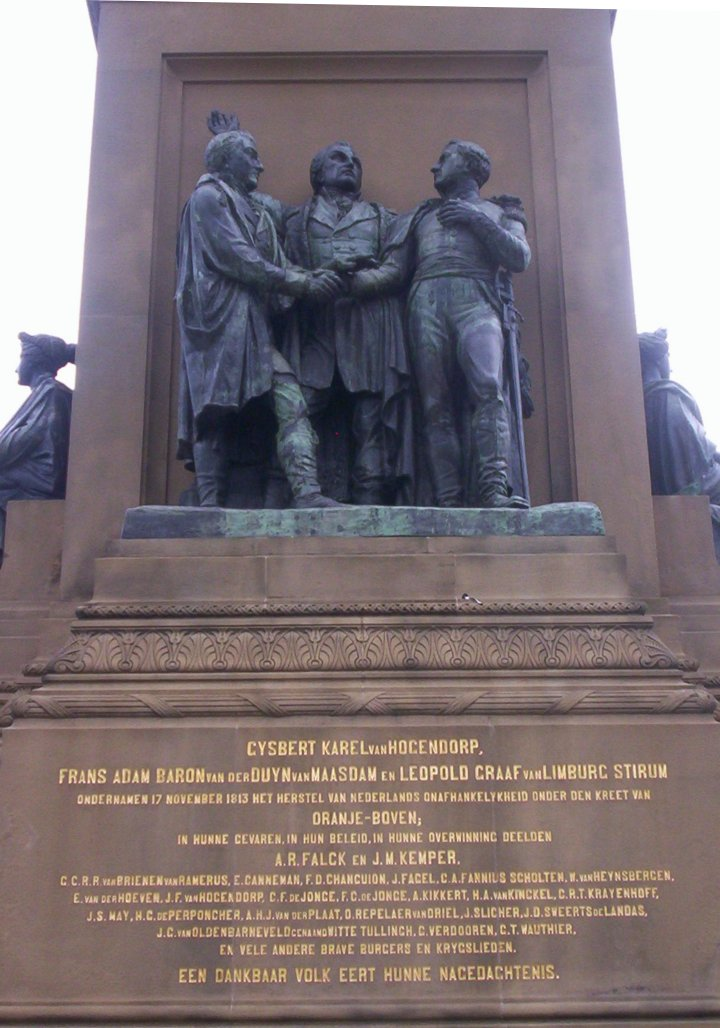
Het driemanschap van 1813 oftewel het Voorlopig Bewind: Gijsbert Karel van Hogendorp, Frans Adam van der Duyn van Maasdam en Leopold van Limburg Stirum op het monument op Plein 1813 te Den Haag.
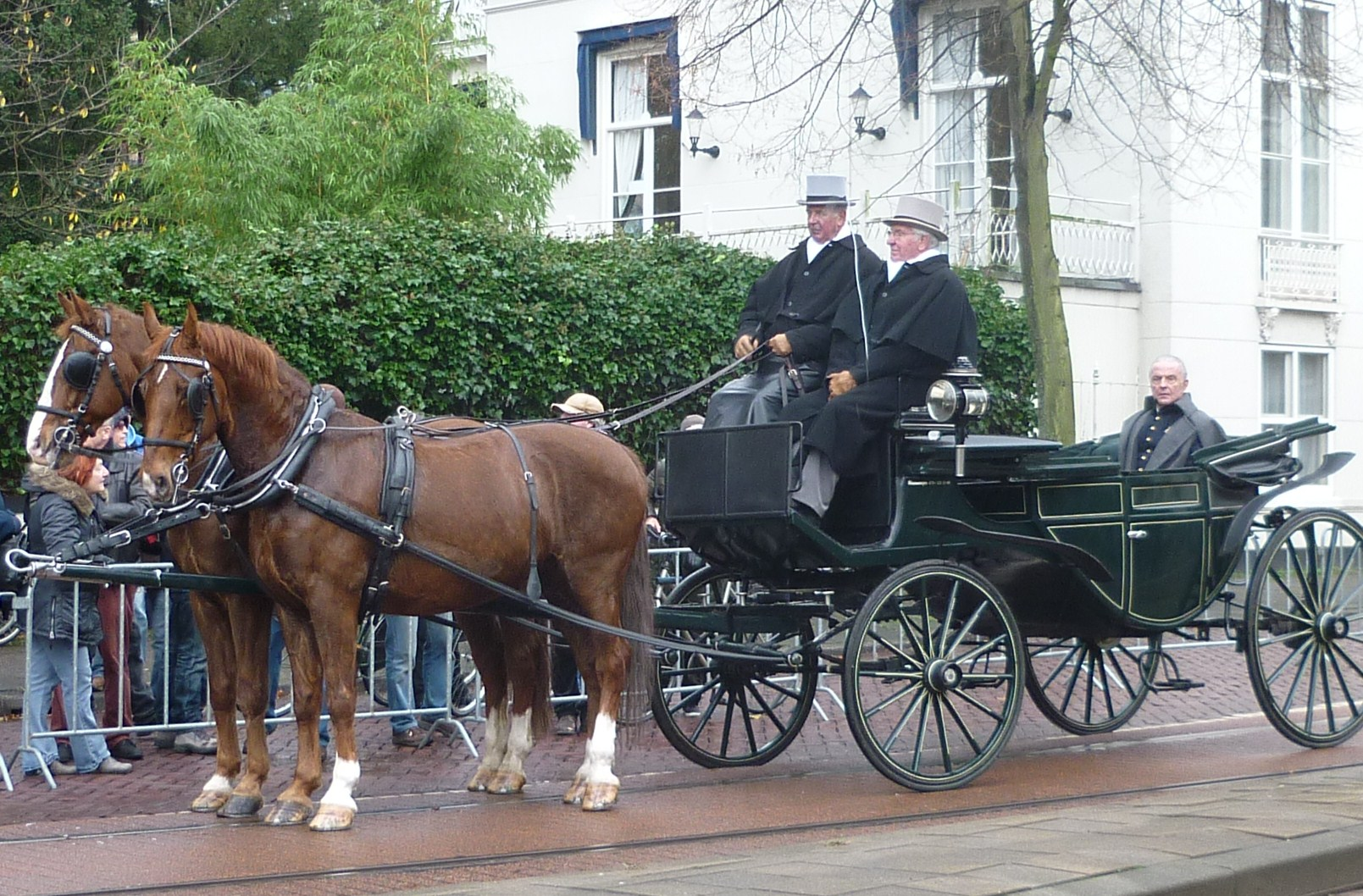
Huub Stapel als Prins Willem Frederik tijdens de herdenking in 2013.
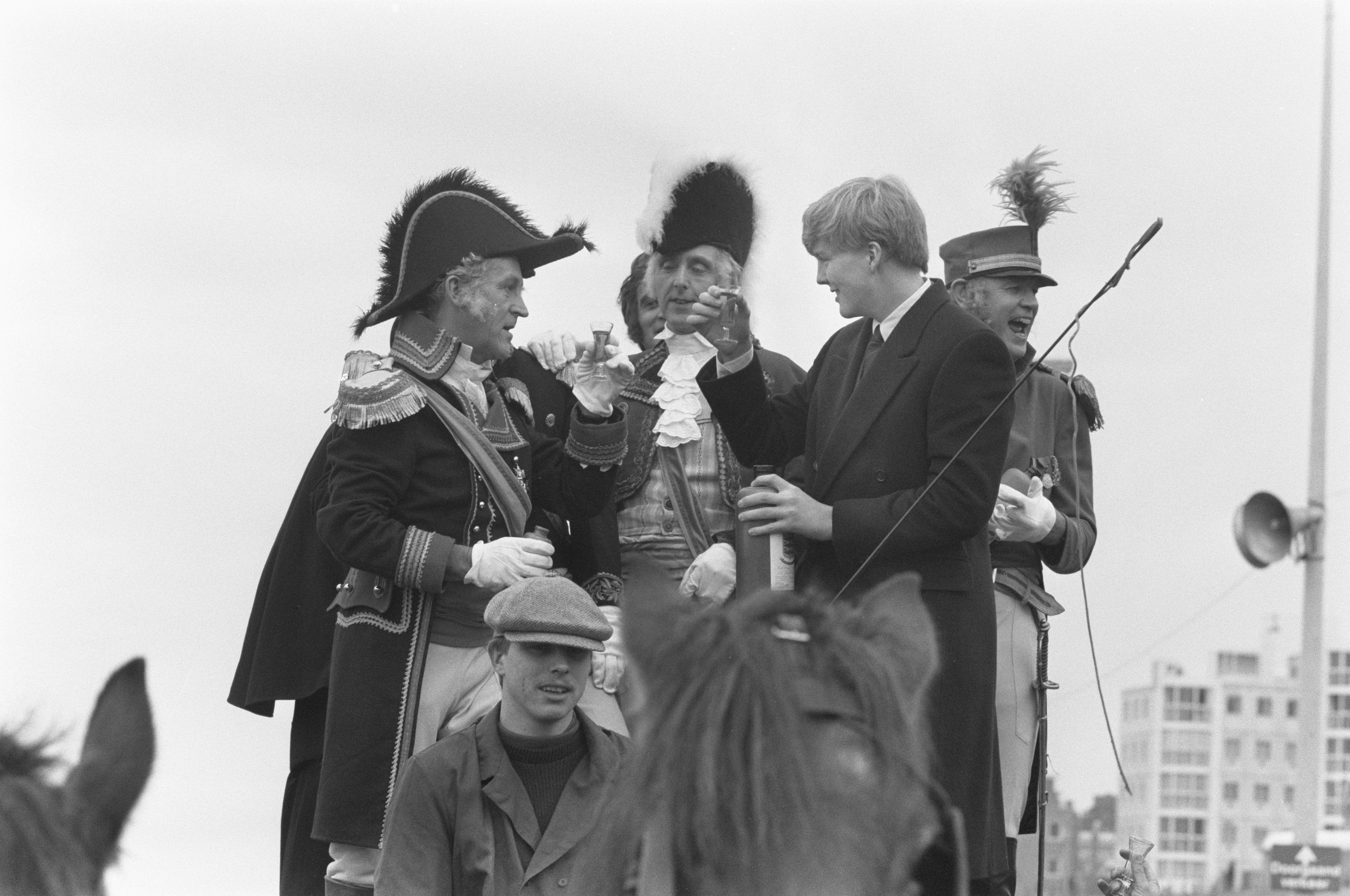
Prins Willem-Alexander van Oranje (rechts) toost met Willem Frederik van Oranje (links) tijdens de herdenking in 1988.
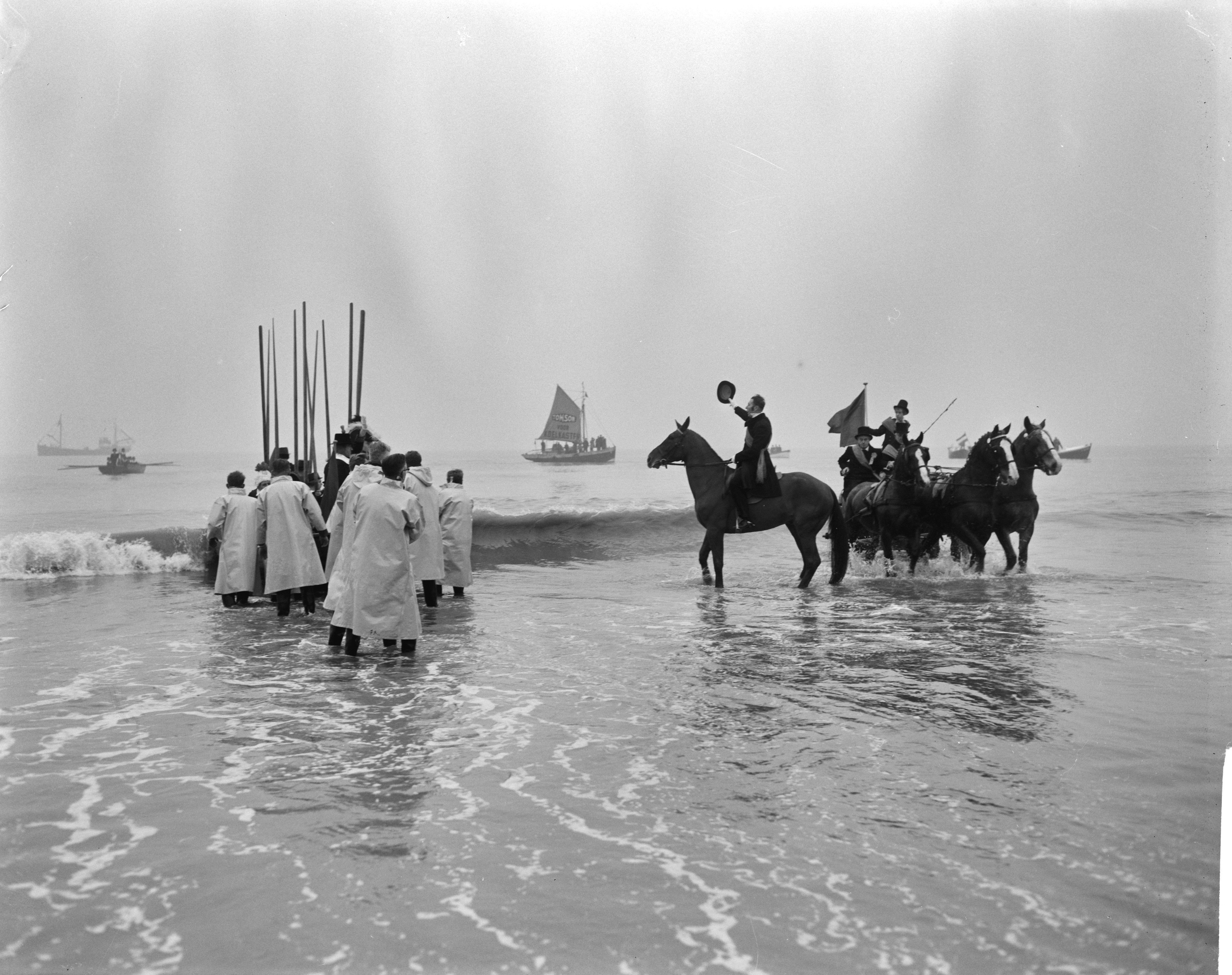
Herdenking van de landing op het strand van Scheveningen in 1963.